# Cedusa chuluota
Cedusa chuluota är en insektsart som beskrevs av Ball 1928. Cedusa chuluota ingår i släktet Cedusa och familjen Derbidae. Inga underarter finns listade i Catalogue of Life.